# Jahmali Waite
Jahmali Dante Waite (ur. 24 grudnia 1998 w Filadelfii) – jamajski piłkarz z obywatelstwem amerykańskim występujący na pozycji bramkarza, reprezentant Jamajki, od 2024 roku zawodnik amerykańskiego El Paso Locomotive.